# Теория контрактов
Теория контрактов (англ. Contract theory) — раздел современной экономической теории, рассматривающий определение параметров контракта экономическими агентами в условиях (как правило) асимметричной информации.

## Агентская проблема

### Модели неблагоприятного отбора
Причинами фундаментального несовершенства рыночных структур, по мнению новых кейнсианцев, являются разнородность конечных продуктов и факторов производства, а также асимметричность информации, то есть неравномерное распределение информации о сделке между сторонами, участвующими в такой сделке. Информационные преимущества продавцов (производителей) на момент заключения контракта системно приводят к ситуации, при которой на рынке финансируются покупки товаров (услуг) наихудшего качества: покупатели, не имея достоверной информации о том, какой из товаров обладает лучшим качеством, уплачивают цену, находящуюся в интервале между ценой, устраивающей продавца хорошего товара (услуги) и ценой, запрошенной продавцом товара (услуги) худшего качества. В результате происходит неблагоприятный отбор — продавцы хороших товаров уходят с рынка, средняя цена и качество товара снижаются.
Иной вариант неблагоприятного отбора: ценовая дискриминация, когда производитель-монополист имеет возможность устанавливать максимальную цену для каждой сделки, и покупатели вынуждены платить за товар цену, равную его предельной полезности. «Излишек» полезности в этом случае изымается у покупателя продавцом.
Еще один, часто рассматриваемый, вариант неблагоприятного отбора: высокопроизводительные и низкопроизводительные сотрудники (либо богатые, платежеспособные покупатели и бедные, способные уплатить куда меньшую цену, чем цена, на которую рассчитывает продавец). В этом варианте работодатель (или продавец, в случае с покупателями разных типов) не обладает информацией о контрагенте и вынужден предлагать несколько видов контрактов с разными ценами, изменяя при этом качество или количество предлагаемой работы (или продукции). Контрагент же намеренно не предоставляет о себе информации и, пользуясь этим преимуществом, выбирает тот контракт, который ему наиболее выгоден в сложившейся ситуации.

## Модели неполных контрактов
Теория неполных контрактов предполагает наличие «наблюдаемых, но не верифицируемых переменных», то есть переменных, которые известны обоим участникам, но не могут быть записаны в контракт, так как их значения не верифицируемы судом. В теории полных контрактов все наблюдаемые переменные верифицируемы. Как правило, в моделях неполных контрактов предполагается отсутствие асимметричной информации, и основная проблема — это предоставление стимулов к выбору оптимального уровня усилий (или инвестиций). В этом смысле модель похожа на модель moral hazard, однако наличие наблюдаемых, но не верифицируемых переменных приводит к совершенно нетривиальной роли пересмотра контракта (renegotiation). В отличие от теории полных контрактов, в теории неполных контрактов стороны могут предпочесть наличие двустороннего пересмотра контрактов даже в равновесии. Поэтому модель неполных контрактов позволяет анализировать роль инструментов, которые влияют на исход переговоров по заключению нового контракта, в том числе и прав собственности.

### Монографии
- Hart O. Firms, Contracts and Financial Structure. — Oxford: Oxford University Press, 1995. — 240 pp. — ISBN 978-0-198-28850-3.
- Williamson O. The Economic Institutions of Capitalism. — NY: Free Press, 1985. — 450 pp. — ISBN 0-02-934821-8.

русск.пер.: Уильямсон О. И. Экономические институты капитализма: фирмы, рынки, «отношенческая контрактация» / Научн. ред. В. С. Катькало. — СПб.: Лениздат, 1996.

### Базовые учебники
- Bolton P., Dewatripont M.[англ.] Contract Theory. — Cambridge, Mass. & London, England: MIT Press, 2005. — 740 pp. — ISBN 978-0-262-02576-8.
- Laffont J. J., Martimort D. The Theory of Incentives. — Princeton: Princeton University Press, 2002.
- Milgrom P., Roberts J.[англ.] Economics, Organization and Management. — Englewood Cliffs, N.J.: Prentice-Hall, 1992.

Милгром П., Робертс Дж. Экономика, организация и менеджмент: в 2 тт. — СПб.: Экономическая школа, 2001 (2004). — 890 с.
- Salanié B. The Economics of Contracts: A Primer. — Cambridge, Mass. & London, England: MIT Press, 1997.
  - 2nd ed.: Cambridge, Mass.: The MIT Press, 2005. — 224 pp. — ISBN 978-0-262-19525-6.

На русск. яз.:
- Головань С. В., Гуриев С. М., Макрушин А. В. Теория контрактов: сборник задач с решениями (#KL/2005/014). — М.: РЭШ, 2005. — 45 с.
- Юдкевич М. М., Подколзина Е. А., Рябинина А. Ю. Основы теории контрактов: модели и задачи. — М.: Изд.дом ГУ ВШЭ, 2002. — 352 с. — ISBN 5-7598-0176-7.